# Distrito de Matucana

Provincia de Huarochirí en el Departamento de Lima, Perú.

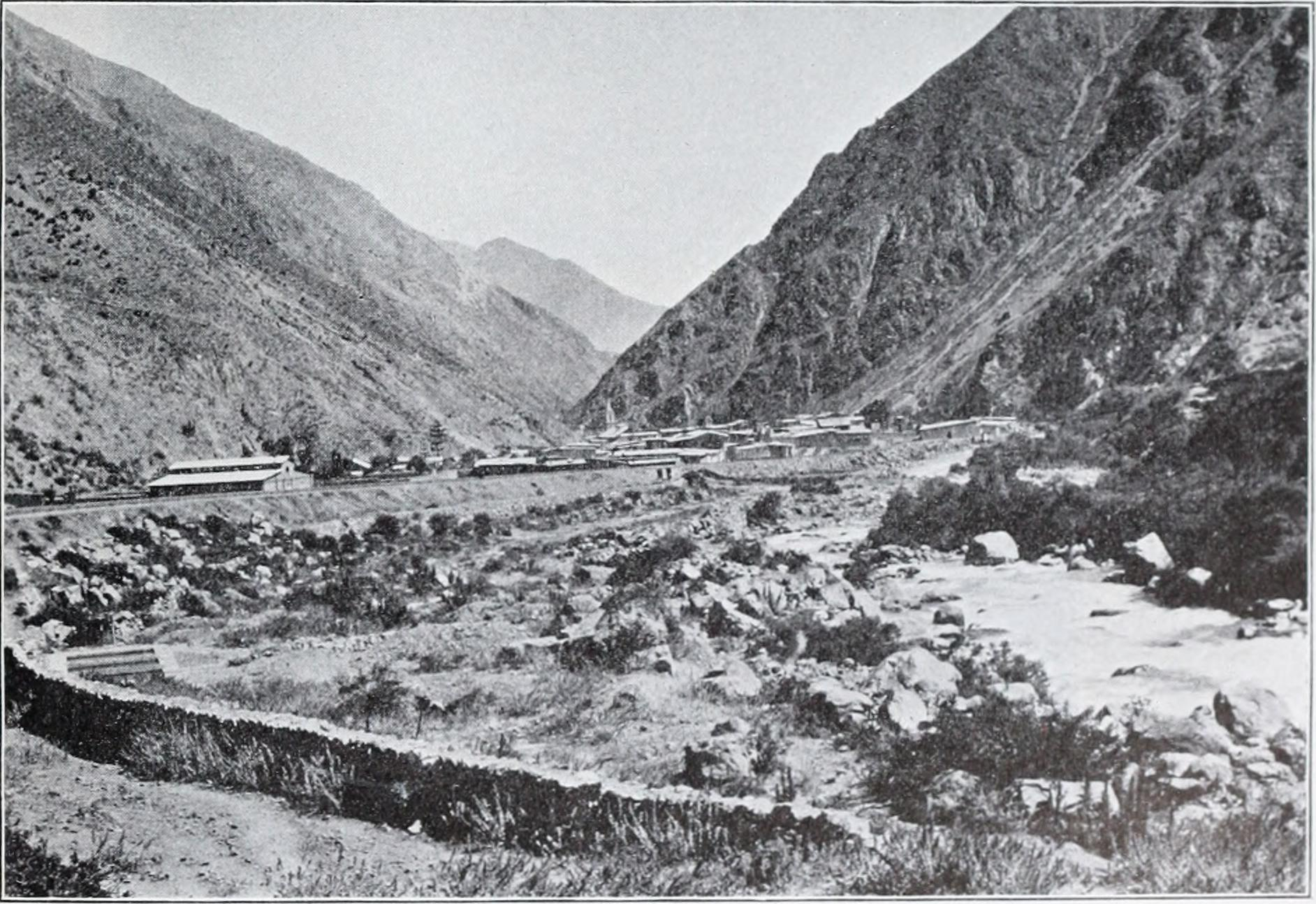
Matucana, 1913.

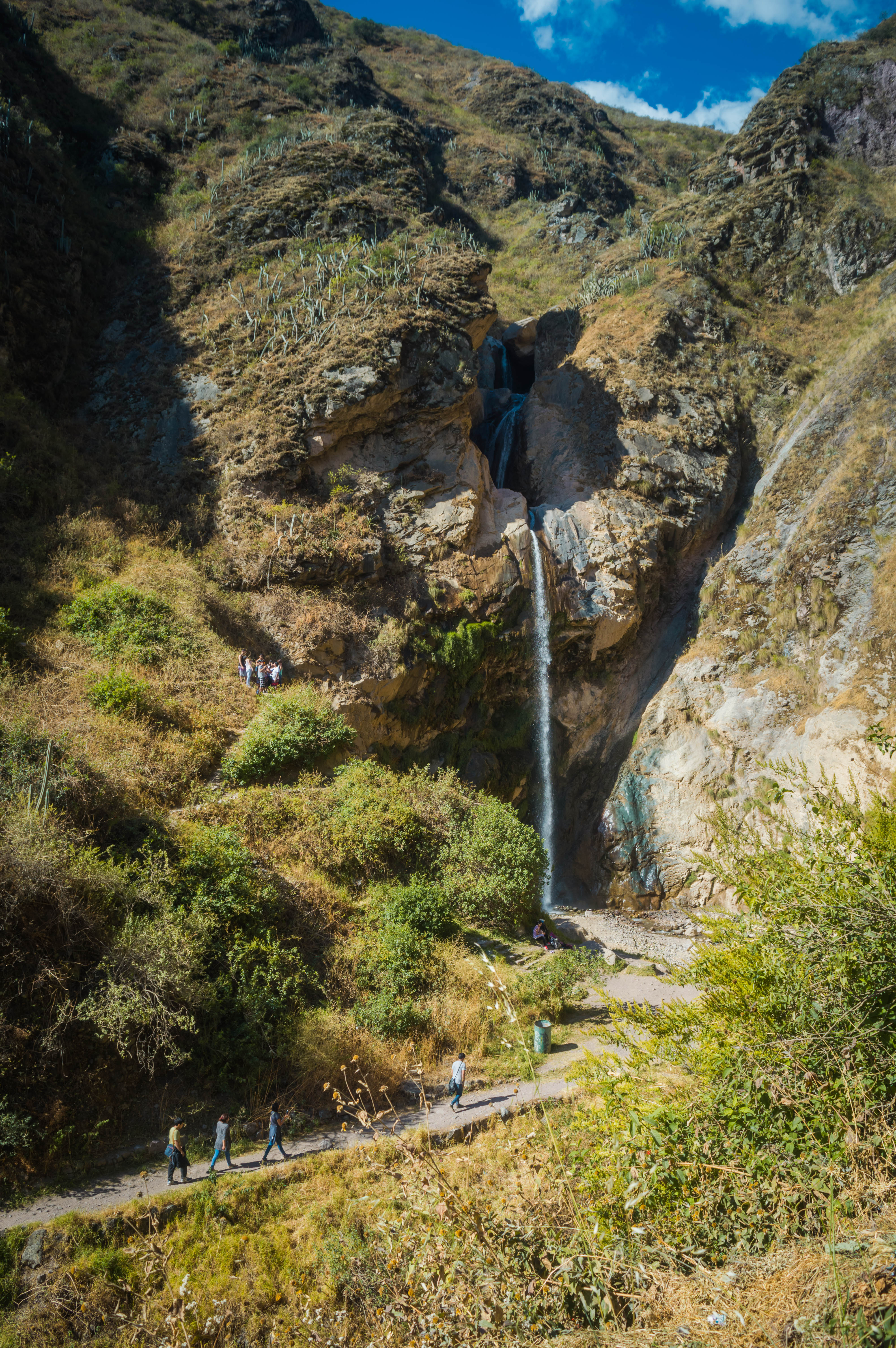
Cataratas de Antancallo.

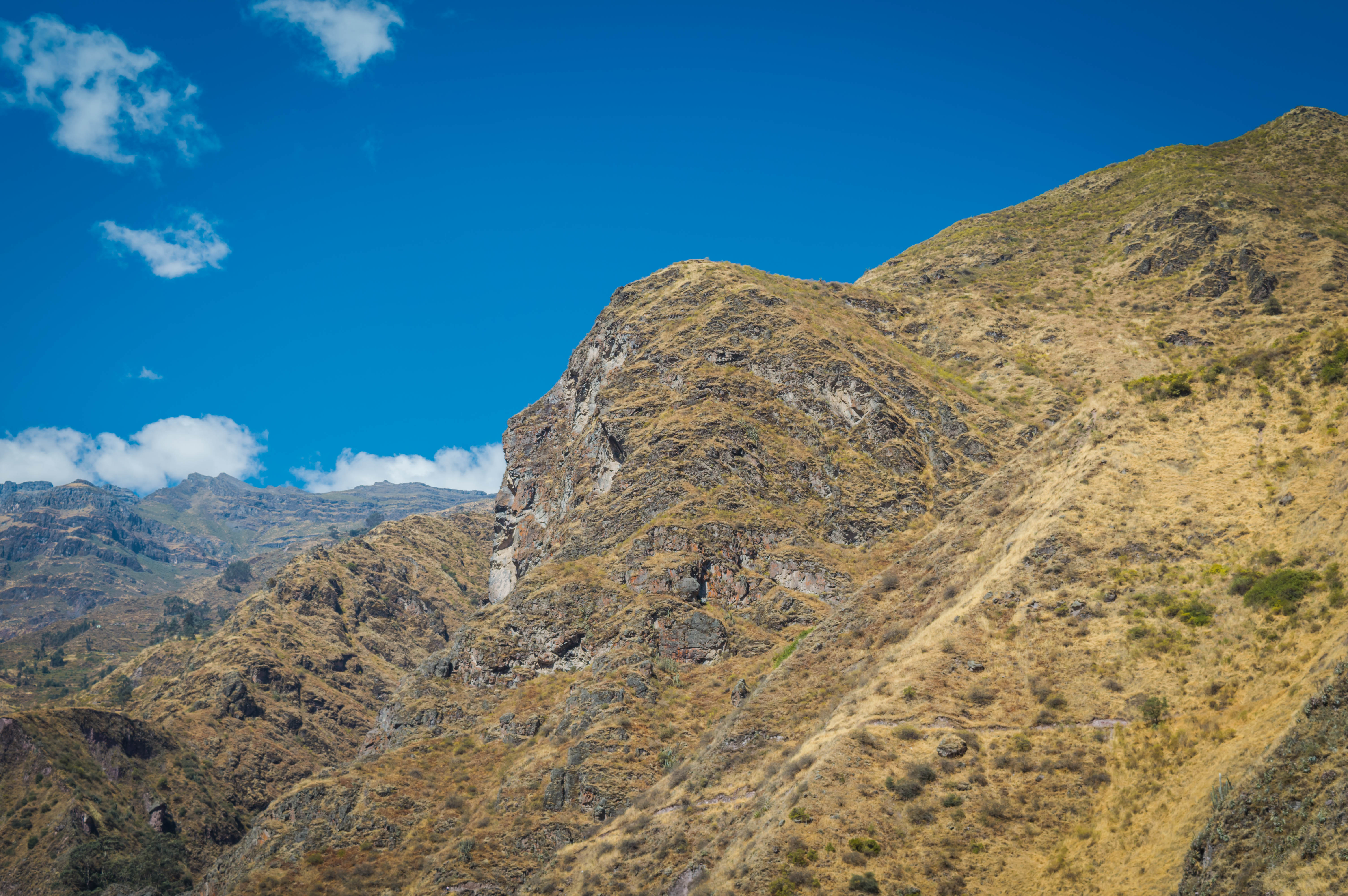
La montaña del León, otro atractivo turístico de Matucana. Se encuentra poco antes de llegar a las cataratas de Antacallo.

El distrito de Matucana es uno de los treinta y dos que conforman la provincia de Huarochirí, ubicada en el departamento de Lima (bajo la administración del Gobierno Regional de Lima) en el Perú.
Dentro de la división eclesiástica de la Iglesia Católica del Perú, pertenece a la Prelatura de Yauyos

## Toponimia
Paz Soldán propone en el Diccionario Geográfico del Perú dos teorías acerca del origen del nombre de Matucana: en quechua, Matukana significaría “estoy errado” o “no soy justo” y en aimara Mata-kana, que se traduce: mata, “que se va” y kana: “red de pescar”. Pero, considerando el ambiente histórico, y tomando en cuenta las investigaciones del ing. Aldo Arboccó Arce en su libro Matucanense de corazón: Tierra por la que siente adoración filial; Matucana querría decir “Donde la luz se angosta”. La etimología de Matucana sería aimara, conformada por dos vocablos: mati que significa “ajustado" y qhana que significa “luz o claridad” (Vivas,J. pag. 9).

## Historia
Matucana fue, junto a Santa María de Jesús de Huarochirí, San Mateo de Huanchor, Santa Eulalia, el asiento minero de Yauli, San Pedro de Casta, Carampoma, San Lorenzo de Quinti, San Damián, San José de Chorrillos y Santo Domingo de los Olleros, uno de los once distritos que conformaron la provincia de Huarochirí creada por decreto el 4 de agosto de 1821, durante el Protectorado del Libertador José de San Martín.

## Geografía
El distrito de Matucana se localiza a 11° y 12° Latitud Sur, 76° y 77° Longitud Oeste a una altitud de 2 398 m s. n. m., según la Carta Geográfica del Perú.
Está ubicado hacia las afueras de la ciudad de Lima, a 75 km en dirección este por medio de la carretera Central. La zona urbanizada mide aproximadamente 1 800 metros de largo y 500 metros de ancho, teniendo aspecto de un triángulo bastante irregular.
El distrito de Matucana está localizado en el valle del río Rímac, río que desciende de los Andes peruanos hacia la vertiente hidrográfica del océano Pacífico. Dos cadenas de formaciones montañosas ramificadas de la cordillera de los andes —comúnmente conocidas como contrafuertes— corren paralelo al río Rímac ubicándose al norte y sur de la ciudad. Su relieve ofrece accidentes geográficos notables.
La particularidad del distrito está en su clima seco y templado, siendo la contraestación del de Lima y a sólo 75 kilómetros de distancia, es decir, que mientras en la capital peruana hace frío, en Matucana hace calor.
Climatológicamente Matucana varía en las estaciones de otoño-invierno entre los 22 °C a 13 °C (siendo las mañanas de cielo cubierto con ligeras nieblas y a partir de las 11 un brillo intenso de sol hasta el atardecer)
Mientras que en las estaciones de primavera-verano la temperatura varía entre los 13 °C a 25 °C (siendo la totalidad del día soleado), llegando incluso a temperaturas que superan los 26 °C.

## Clima
| Parámetros climáticos promedio de Matucana | Parámetros climáticos promedio de Matucana | Parámetros climáticos promedio de Matucana | Parámetros climáticos promedio de Matucana | Parámetros climáticos promedio de Matucana | Parámetros climáticos promedio de Matucana | Parámetros climáticos promedio de Matucana | Parámetros climáticos promedio de Matucana | Parámetros climáticos promedio de Matucana | Parámetros climáticos promedio de Matucana | Parámetros climáticos promedio de Matucana | Parámetros climáticos promedio de Matucana | Parámetros climáticos promedio de Matucana | Parámetros climáticos promedio de Matucana |
| Mes                                        | Ene.                                       | Feb.                                       | Mar.                                       | Abr.                                       | May.                                       | Jun.                                       | Jul.                                       | Ago.                                       | Sep.                                       | Oct.                                       | Nov.                                       | Dic.                                       | Anual                                      |
| ------------------------------------------ | ------------------------------------------ | ------------------------------------------ | ------------------------------------------ | ------------------------------------------ | ------------------------------------------ | ------------------------------------------ | ------------------------------------------ | ------------------------------------------ | ------------------------------------------ | ------------------------------------------ | ------------------------------------------ | ------------------------------------------ | ------------------------------------------ |
| Temp. máx. media (°C)                      | 21.1                                       | 21.2                                       | 20.9                                       | 21.1                                       | 20.4                                       | 19.5                                       | 19.2                                       | 19.6                                       | 19.8                                       | 20.3                                       | 20.9                                       | 20.9                                       | 20.4                                       |
| Temp. media (°C)                           | 14.9                                       | 15.2                                       | 14.7                                       | 14.3                                       | 13                                         | 11.7                                       | 11.4                                       | 11.8                                       | 12.6                                       | 13.5                                       | 13.9                                       | 14.2                                       | 13.4                                       |
| Temp. mín. media (°C)                      | 8.8                                        | 9.3                                        | 8.6                                        | 7.6                                        | 5.7                                        | 4                                          | 3.6                                        | 4.1                                        | 5.5                                        | 6.7                                        | 7                                          | 7.5                                        | 6.5                                        |
| Precipitación total (mm)                   | 45                                         | 66                                         | 67                                         | 15                                         | 2                                          | 0                                          | 0                                          | 0                                          | 4                                          | 8                                          | 7                                          | 28                                         | 242                                        |
| Fuente: climate-data.org                   |                                            |                                            |                                            |                                            |                                            |                                            |                                            |                                            |                                            |                                            |                                            |                                            |                                            |

## Economía
El distrito de Matucana, como todos los de la Provincia de Huarochirí; es una región esencialmente agrícola y ganadera.  Sus tierras fértiles, regadas en la parte baja por el río Rímac y el río Chucumayo; en los caseríos, por las aguas de las lagunas y las lluvias.

### Agricultura
Las tierras son aptas, para los más variados cultivos propios de la región. Se cultivan papas de regadío y temporal, los pastos especialmente la alfalfa, las flores; otros cultivos de importancia, son el maíz, el trigo, la cebada, las habas, orégano y hortalizas, y entre los frutales: higos, durazno, manzana, palta, tunas. Plantas medicinales: llantén, matico, ruda, culén, sabila y otros. Entre los vegetales que crecen en forma espontánea, se encuentran en profusión: el maguey, molle, sauces, la tara, eucalipto, huarnapo, mito, etc.
Actualmente Matucana constituye para Lima una de las principales fuentes de abastecimiento de productos.

## Patrimonio

### Natural
Aparte de los pequeños reptiles y ofidios típicos de las quebradas pedregosas, Matucana dispone de tórtolas, cuculíes, halcones, mariposas, colibríes (entre ellos el patagona gigas) y gallinasos (también llamados buitre pavo), sin dejar de mencionar a los guardacaballos y las gallaretas entre las aves, y entre los mamíferos podemos encontrar vizcachas, zorros (pseudalopex culpaeus), mucas y en las partes más altas gato montes y pumas . Antiguamente podían encontrarse camarones, truchas, pejerrey de río en el río Rímac, pero ellos han desaparecido probablemente por la acción de los relaves minerales.

## Paisajístico
- Cascada de Antancallo, ubicada en la quebrada del río Chucumayo a 2389 m s. n. m. con un salto de 20 m. Tiene un paisaje destacado al cual se llega a pie por un amplio camino de 1,50 m de ancho, a unos 50 minutos de la ciudad.

- Cascada de la Amistad, como suelen denominarla, se encuentra a pocas horas de Lima, tiene un salto de 20 m y sin duda alguna es uno de los más importantes atractivos turísticos de este departamento. Si bien los campesinos la conocían, la misma fue dada a conocer al turismo por la profesora Miryam Canicela Olivera el año de 1990 en que se llevó al primer grupo de turistas (10 jefes de boy scouts). Hoy en fines de semana largo recibe hasta más de 2000 visitantes.

- Plaza Mayor, dentro de los lugares más atractivos para visitar en Matucana son sin duda el Parque de la Independencia o Ricardo Bentín que en la década de los años 1990 del siglo XX sufriera una importante modificación.

- Estadio Municipal de Matucana, magnífico estadio reglamentario, con grass, mallas olímpicas y camerinos. Fue construido por el alcalde provincial sr. Antonio León Aliaga con la valiosa ayuda del presidente de la Cámara de Diputados dr. Javier Ortiz de Zevallos. Fue inaugurado 28 de julio de 1966. Es el estadio local del Club Atlético Minero, equipo que llegó a participar en Primera División de Fútbol Profesional en la temporada del 2008, lamentablemente descendió y actualmente participa en Segunda División del Perú.

- Lagunas Gemelas de Orcococha: son en realidad un reservorio pequeño que parece compuesto por dos lagunas mellizas, para la distribución de agua de riego, el agua viene desde la Laguna de Arca. La vista es excelente y ocasionalmente se pueden ver cóndores. En la temporada apropiada se ven los picos nevados al frente.

- Leyenda de la laguna Encantada, la maestra Miryam Canicela ha recogido la leyenda sobre la acequia y la laguna encantada:

«Los comuneros de dos parcialidades de Marachanca querían hacer una acequia para irrigar sus terrenos pero no se ponían de acuerdo y en medio de una discusión acalorada se les presentó un caballero montando un hermoso caballo blanco y les preguntó de qué tratában, lo que ellos le contaron.

El recién llegado les dijo no podrán construir la acequia y que el lo podía hacer de la noche a la mañana, si le entregaban a la más bella doncella. Así fue que la doncella llamada Evangelina fue llevada a la mañana siguiente y al mismo tiempo se presentó el caballero desconocido en su brioso corcel, la hizo montar ofreciéndo bajo juramento que a las doce de la noche de ese día la acequia estaría lista. Y desapareció el desconocido, como por encanto.

Al día siguiente la acequia estaba lista, forrada con piedras bordeada por árboles frondosos de una especie que en toda la zona de Matucana sólo crecen a orillas de esta acequia y la laguna.

Dicen que en las noches de Luna Llena se le puede ver a Evangelina a orillas de la laguna, peinándose, si uno llega a verla es mejor pasar de largo porque muchas personas han ido a parar al fondo de la laguna por su causa.»
M. Canicela

- Huariquiña, localidad desde donde se parte a las cascadas de Challape, Velo de la Novia y La Grande que a pesar de algunas son visibles desde la carretera recién fueron visitadas turísticamente por el explorador huarochirano Daniel López M. quien luego de alcanzarlas con un grupo de exploradores peruanos las describió por primera vez en un artículo geográfico de 1994, hoy están incluidas en las rutas turísticas de Matucana.

- Establos de Los Olivos
- Laguna de Arca

## Demografía
Según el Censo Nacional 2007: XI de Población y VI de Vivienda, la población del distrito de Matucana es de 4 508 habitantes, siendo el 50,09 % varones y el 49,91 % mujeres. Existen, además, un total de 2 016 viviendas: 1 347 en el área urbana y 669 en el área rural. 

## Capital
Su capital, Matucana, se extiende entre una angosta quebrada, enclavada como un espacio excepcional en la variada y agreste geografía andina, entre dos cerros: Chilcacequia y Chihuampunco: segmentos de la Cordillera Occidental de los Andes; altas moles que dominan la ciudad, semejan gigantes de piedra que custodian la población apacible y quieta.

## Educación

### Instituciones educativas
- I.E. "San Juan Bautista" Secundaria.
- I.E. "Miguel Grau Seminario" Primaria.
- I.E. "Ricardo Bentín" Primaria.
- I.E. "Ricardo Palma" Inicial - Primaria .
- I.E. "Collana" Primaria.
- I.E. "Julio César Tello" Secundaria.: alma mater de ilustres Huarochiranos y el más reconocido Colegio de la Provincia de Huarochiri

## Autoridades

### Municipales
- 2023-2026: Hugo González Carhuavilca.
- 2019-2022: Eveling Feliciano Ordoñez.
- 2015-2018[4]
  - Alcalde: Hugo Fredy González Carhuavilca, Movimiento Patria Joven (PJ).
  - Regidores: Marisol Ordoñez Gutiérrez (PJ), Alicia Gloria Peralta Obispo (PJ), Luis Wilfredo Peña Sedano (PJ), Jorge Juan Pomalia Carhuavilca (PJ), César Evaglista Llaullipoma (PJ), Julio Antonio Santos Flores (PJ), Elizabeth Moya Ramos (Concertación para el Desarrollo Regional), Joel Alfredo Chinchay Gozar (Concertación para el Desarrollo Regional), Cayetano Donato Rímac Ventura (Unidad Cívica Lima).
- 2003-2014[5]
  - Alcaldesa: Rosa Gloria Vásquez Cuadrado, Movimiento Concertación para el Desarrollo Regional (CDR).
  - Regidores: Luis Antonio Núñez López (CDR), Anastacio Raúl Rojas De La Cruz (CDR), Edson Marcelo Romero Pampavilca (CDR), Almyr Alfonso Cisneros Cuéllar (CDR), Francisco Becker Macavilca Cajahuaringa (CDR), Marisol Ordoñez Gutiérrez (CDR), Julio César Del Pozo Campos (Alternativa Huarochirana), Carlos Doria Chinchihualpa (Alternativa Huarochirana), Andrés Evangelista Baca Rodríguez (Partido Aprista Peruano).

### Policiales
- Comisaría de Matucana
  - Comisario: Cmdte. PNP.[6]

### Religiosas
- Prelatura de Yauyos[7]
  - Obispo Prelado: Mons. Ricardo García García.
- Parroquia San Juan Bautista[8]
  - Párroco: Pbro.